# Jan Hoag
Jan A. Hoag (geborene: Janet Vilhauer; * 19. September 1948 in Portland, Oregon) ist eine US-amerikanische Schauspielerin.
Sie ist Absolventin der School of Business der Oregon State University und arbeitete in der Modeindustrie, bevor sie sich entschied, ihren Arbeitsplatz für ihre Leidenschaft des Schauspielens aufzugeben.
In den frühen 1990er Jahren erschien Hoag erstmals in verschiedenen US-amerikanischen Fernsehserien. Bis heute war sie in vielen Serien aktiv, wie in Providence, Desperate Housewives, Gilmore Girls, Boston Legal, The Young Pope uvm. Auch in einigen Spielfilmen ist Jan Hoag zu sehen. Sie spielte kleinere Rollen in Filmen wie The Dentist, Progeny und Raising Flagg.

## Filmografie (Auswahl)
- 1991: Mord ist ihr Hobby (Murder, She Wrote, Fernsehserie, 1 Folge)
- 1991: Columbo: Der erste und der letzte Mord (Caution: Murder Can Be Hazardous to Your Health, Fernsehfilmreihe)
- 1991: Alles außer Liebe (Anything But Love, Fernsehserie, 1 Folge)
- 1991: Wer ist hier der Boss? (Who’s the Boss?, Fernsehserie, 1 Folge)
- 1991: Palm Beach-Duo (Silk Stalkings, Fernsehserie, 1 Folge)
- 1992: Hass kennt kein Erbarmen (The Price She Paid, Fernsehfilm)
- 1992: Der Himmel kennt keine Tränen (A Message from Holly, Fernsehfilm)
- 1993: Eine starke Familie (Step by Step, Fernsehserie, 1 Folge)
- 1994: Armed and Innocent – Ein Junge gegen die Killer (Armed and Innocent, Fernsehfilm)
- 1994: Immer Ärger mit Dave (Dave’s World, Fernsehserie, 1 Folge)
- 1994: Eine schrecklich nette Familie (Married with Children, Fernsehserie, 1 Folge)
- 1994: Unter Verdacht – Der korrupte Polizist (Under Suspicion, Fernsehserie, 2 Folgen)
- 1995: Die Stimme des Killers (The Courtyard, Fernsehfilm)
- 1997: The Visitor – Die Flucht aus dem All (The Visitor, Fernsehserie, 1 Folge)
- 1998: Progeny – Höllenbrut (Progeny)
- 1998: Ein ganz besonderer Weihnachtswunsch (The Christmas Wish, Fernsehfilm)
- 1998: Was bleibt mir übrig... (Silk Hope, Fernsehfilm)
- 2000: Für alle Fälle Amy (Judging Amy, Fernsehserie, 1 Folge)
- 2002: Buffy – Im Bann der Dämonen (Buffy the Vampire Slayer, Fernsehserie, 1 Folge)
- 2004: Meine wilden Töchter (8 Simple Rules... for Dating My Teenage Daughter, Fernsehserie, 2 Folgen)
- 2004: Verrückte Weihnachten (Christmas with the Kranks)
- 2005: Medium – Nichts bleibt verborgen (Medium, Fernsehserie, 1 Folge)
- 2006: Without a Trace – Spurlos verschwunden (Without a Trace, Fernsehserie, 1 Folge)
- 2007: Evan Allmächtig (Evan Almighty)
- 2008: Nip/Tuck: Schönheit hat ihren Preis (Nip/Tuck, Fernsehserie, 1 Folge)
- 2014: Shameless: Nicht ganz nüchtern (Shameless, Fernsehserie, 1 Folge)
- 2014: Der große Trip – Wild (Wild)
- 2016: Der junge Papst (The Young Pope, Miniserie, 2 Folgen)
- 2019: Die Geldwäscherei (The Laundromat)
- 2023: Young Sheldon (Fernsehserie, 1 Folge)